# Ensamma mamman
Ensamma mamman är en tecknad serie i strippformat av den svenska illustratören och serieskaparen Cecilia Torudd. Den publicerades 1985–1988 i Dagens Nyheter och har därefter återtryckts i en mängd tidningar och samlingsalbum. 1989 fick den Seriefrämjandets pris Urhunden för 1988 års bästa svenska seriealbum.

## Handling
Serien kretsar kring en namnlös ensamstående tonårsmamma och hennes två tonårsbarn Beppe och Mia. Andra bifigurer inkluderar mammans fästman Lasse och barnens morfar.
Ensamma mamman inleds med raseriutbrott om brödsmulor (ett återkommande tema) och tonårsångest. Den avslutas med att det äldsta barnet, Mia, flyttar hemifrån. Däremellan upptas handlingen och humorn av beskrivningar av skoltrötthet, fästmäns bekräftelsebehov, åldrande fäders dödsångest och huvudpersonens ensamhet – trots att hon sällan är just ensam.

## Historik
Serien debuterade i Dagens Nyheters gästserieavdelning "DN-serien" hösten 1985 och återkom senare som en daglig serie i tidningen. Den har därefter samlats i två seriealbum samt en mängd senare samlingsutgåvor. Totalt tecknades 500 seriestrippar under tre års tid.
Ensamma mamman startade som en slags självterapi för Torudd, efter några omtumlande år som tonårsförälder (den anonyma titelpersonen i serien delar utseende med Torudd).
Det hände att Torudd tog idéer från Quinos serie Mafalda och återanvände dem i Ensamma mamman. Ett exempel är att en Mafalda-stripp och en senare gjord Ensamma mamman-stripp båda har samma grundidé och avslutas med orden "Inte bli en förvekligad typ som gör karlsysslor".

### Mottagande
Serien blev mycket uppmärksammad och har publicerats som återkommande serie i en mängd olika svenska tidningar. I samband med Torudds 75-årsdag beskrevs den i Sveriges Radio som en modern klassiker.

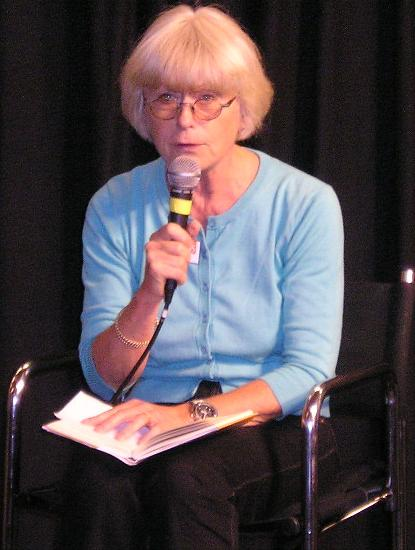
Cecilia Torudd 2005.

1989 fick Torudd för Ensamma mamman Seriefrämjandets albumpris Urhunden. Juryns motivering löd: "Ensamma mamman är en serie som alla – och det vill säga alla – läser. Den innehåller inga tjusiga äventyr eller glamourösa hjältar, men alla kan känna igen sig i den. Cecilia Torudd ger sig på verklighetens människor och träffar med kroppsspråk och repliker ideligen mitt i prick. De senaste årens mest omskrivna serie har lyckats med konststycket att få den tråkiga vardagen att bli vansinnigt roande."

## Utgivning i bokform
- Ensamma mamman (Rabén & Sjögren, 1988)
- Mera Ensamma mamman (Rabén & Sjögren, 1989)
- Boken med ensamma mamman, 1994
- Ensamma mamman och andra berättelser, 1999
- Ensamma mamman och annat genialt, 2008
- Ensamma mamman och annat att fnissa åt, 2008
- Ensamma mamman och andra roligheter, 2008
- Ensamma mamman och annat mitt i prick, 2009
- Ensamma mamman och annat kul och tänkvärt, 2010